# Fløymannen Nunatak
Fløymannen Nunatak är en nunatak i Antarktis. Den ligger i Östantarktis. Norge gör anspråk på området. Toppen på Fløymannen Nunatak är 2 137 meter över havet, eller 144 meter över den omgivande terrängen. Bredden vid basen är 1,2 km.
Terrängen runt Fløymannen Nunatak är platt åt nordväst, men åt sydost är den kuperad.  Trakten är obefolkad. Det finns inga samhällen i närheten.